# Ra Kyung-Min
Ra Kyung-Min (en coreano: 나경민; Hongcheon, 25 de noviembre de 1976) es una deportista surcoreana que compitió en bádminton, en las modalidades de dobles y dobles mixto.
Participó en tres Juegos Olímpicos de Verano entre los años 1996 y 2004, obteniendo dos medallas, plata en Atlanta 1996 y bronce en Atenas 2004. Ganó cinco medallas en el Campeonato Mundial de Bádminton entre los años 1999 y 2003.

## Palmarés internacional
| Juegos Olímpicos   | Juegos Olímpicos         | Juegos Olímpicos  | Juegos Olímpicos |
| Año                | Lugar                    | Medalla           | Prueba           |
| ------------------ | ------------------------ | ----------------- | ---------------- |
| 1996               | Atlanta (Estados Unidos) | Medalla de plata  | Dobles mixto     |
| 2004               | Atenas (Grecia)          | Medalla de bronce | Dobles           |
| Campeonato Mundial |                          |                   |                  |
| Año                | Lugar                    | Medalla           | Prueba           |
| 1999               | Copenhague (Dinamarca)   | Medalla de oro    | Dobles mixto     |
| 1999               | Copenhague (Dinamarca)   | Medalla de plata  | Dobles           |
| 2001               | Sevilla (España)         | Medalla de plata  | Dobles mixto     |
| 2001               | Sevilla (España)         | Medalla de bronce | Dobles           |
| 2003               | Birmingham (Reino Unido) | Medalla de oro    | Dobles mixto     |